# 藤原真鷲
藤原 真鷲（ふじわら の まわし）は、奈良時代の貴族。藤原北家、左大臣・藤原魚名の子。官位は従五位下・大宰少弐。

## 経歴
天応元年（781年）従五位下に叙爵。翌天応2年（782年）氷上川継の乱に連座して父・魚名が左大臣を罷免されて大宰帥として九州に下向させられることになった際、真鷲もこれに従うように命じられた。結局、魚名は病気を理由に九州に下向せず摂津国に留まり、翌延暦2年（783年）には子の鷹取・末茂と相前後して再び入京を許されていることから、真鷲もこれまでに入京を許されたか。
延暦4年（785年）大学頭に任ぜられ、翌延暦5年（786年）伯耆守として地方官に転じる。任期末の延暦9年（790年）に任国で飢饉が発生したため、物資の支給が行われている。同年右少弁に任ぜられて京官に復すが、翌延暦10年（791年）には大宰少弐として再び地方官に転じている。また、同年蝦夷征討のために、東山道に派遣されて兵士の検閲・武具の検査を行っている。

## 官歴
『続日本紀』による。
- 天応元年（781年） 11月15日：従五位下
- 延暦4年（785年） 7月29日：大学頭
- 延暦5年（786年） 正月24日：伯耆守
- 延暦9年（790年） 3月26日：右少弁、閏3月11日：山作司（皇后・藤原乙牟漏の崩御）
- 延暦10年（791年） 7月28日：大宰少弐